# Judo op de Paralympische Zomerspelen 2000
Op de XIe Paralympische Spelen die in 2000 werden gehouden in het Australische Sydney was judo een van de 19 sporten die werden beoefend.
Voor België en Nederland waren er geen judoka's aanwezig tijdens dit paralympische toernooi.

## Evenementen
Op de Spelen van 2000 stonden de volgende evenementen op het programma:
Mannen
- tot 60 kg
- tot 66 kg
- tot 73 kg
- tot 81 kg
- tot 90 kg
- tot 100 kg
- boven 100 kg

## Mannen
| Klasse       | land | Goud                     | land | Zilver               | land    | Brons                            |
| ------------ | ---- | ------------------------ | ---- | -------------------- | ------- | -------------------------------- |
| tot 60 kg    | CUB  | Sergio Arturo Perez      | RUS  | Veniamin Mitchourine | ESP TPE | Jose Carlos Ruiz Ching Chung Lee |
| tot 66 kg    | JPN  | Satoshi Fujimoto         | ESP  | David Garcia         | USA RUS | Marlon Lopez Oleg Chabachov      |
| tot 73 kg    | USA  | Stephan Moore            | CHN  | Baoji Cui            | CAN FRA | Pier Morten Gerald Rollo         |
| tot 81 kg    | CUB  | Rafael Cruz Alonso       | FRA  | Sebastien Le Meaux   | HUN GBR | Gabor Vincze Simon Jackson       |
| tot 90 kg    | BRA  | Antonio Tenorio Da Silva | USA  | Brett Lewis          | FRA KOR | David Guillaume Yu Sung An       |
| tot 100 kg   | AUT  | Walter Hanl              | RUS  | Grigori Shneyderman  | CHN JPN | Run Ming Men Yoshikazu Matsumoto |
| boven 100 kg | USA  | Kevin Szott              | ESP  | Rafael Moreno        | JPN GER | Eiji Miyauchi Martin Osewald     |

Atletiek · Bankdrukken · Basketbal · Boogschieten · Boccia · CP-voetbal · Goalball · Judo · Paardensport · Rugby · Schermen · Schietsport · Tafeltennis · Tennis · Volleybal · Wielersport · Zeilen · Zwemmen
Seoel 1988 ·
Barcelona 1992 ·
Atlanta 1996 ·
Sydney 2000 ·
Athene 2004 ·
Peking 2008 ·
Londen 2012 ·
Rio de Janeiro 2016 ·
Tokio 2020 ·
Parijs 2024 ·
Los Angeles 2028